# Григорьев, Владимир Анатольевич (футболист)
Владимир Анатольевич Григорьев (10 февраля 1954, Таганрог — 22 июня 2022, Москва) — советский футболист, выступавший на позиции защитника. Сыграл 53 матча и забил 2 гола в высшей лиге СССР. Мастер спорта СССР (1974).

## Биография
Воспитанник таганрогского футбола, первые тренеры — Н. В. Ильяшов и В. Г. Кутушов. В 17-летнем возрасте дебютировал во взрослой команде таганрогского «Торпедо», игравшей во второй лиге.
В 1972 году перешёл в ворошиловградскую «Зарю», в первых сезонах играл только за дубль. В основном составе «Зари» дебютировал 6 апреля 1974 года в матче Кубка СССР против «Кайрата». В чемпионате СССР первый матч сыграл 25 июня 1974 года против «Арарата», выйдя на замену на 71-й минуте вместо Владимира Абрамова. Всего в сезоне-1974 провёл 4 матча в высшей лиге и четыре — в Кубке страны. Стал финалистом Кубка СССР 1974 года, но в финальном матче не играл.
В 1975 году перешёл в кемеровский «Кузбасс». На следующий год был призван в армию и выступал за команду города Чернигова, позднее преобразованную в киевский СКА. В 1976 году стал обладателем Кубка Украинской ССР. В 1977 году в матче Кубка СССР между армейцами Киева и Москвы был замечен тренером москвичей Всеволодом Бобровым и приглашён в ЦСКА.
В составе московских армейцев дебютировал 14 июля 1977 года в игре против своей бывшей команды — луганской «Зари». 2 октября 1977 года забил свой первый гол на высшем уровне в ворота московского «Динамо». При Всеволоде Боброве в течение полутора сезонов (1977—1978) был основным игроком ЦСКА, а в 1979 году играл нерегулярно. Всего провёл за армейцев 49 матчей в чемпионате СССР, забил два гола в чужие ворота и два — в свои, а также сыграл 4 матча в Кубке СССР.
В первой половине 1980-х годов выступал за ещё одну армейскую команду — смоленскую «Искру». В 1980 и 1981 годах становился чемпионом Вооружённых Сил СССР. В 1984 году — серебряный призёр Спартакиады дружественных армий (Вьетнам). В конце карьеры выступал за команду Центральной группы войск (Чехословакия, г. Кутна-Гора).
Провёл 9 матчей в составе второй сборной СССР и забил один гол — в ворота сборной Мексики.
Скончался 22 июня 2022 года.

## Личная жизнь
Сын Антон (род. 1985) тоже стал футболистом, выступал за ЦСКА и ряд других клубов России и Казахстана.